# Монморанси-Люксембург, Анн-Шарль-Сижисмон де
Анн-Шарль-Сижисмон де Монморанси (фр. Anne-Charles-Sigismond de Montmorency; 15 октября 1737, Париж — 13 октября 1803, Лиссабон), герцог де Пине-Люксембург и Шатийон, пэр Франции и первый барон Франции — французский военный и государственный деятель.

## Биография
Сын Шарля-Анна-Сижисмона де Монморанси-Люксембурга и Мари-Этьенетты де Буйон-Фервак.
Поначалу известный как маркиз де Руайян, последовательно был полковником гренадерских корпусов Франции (1758), полковником полка Монморанси (Эно) в 1761, бригадиром пехоты (22.01.1769), лагерным маршалом (1.03.1780) и лейтенант-генералом армий короля (12.12.1784).
В июле 1763 был введен полковником Бовийером, графом де Бюзансуа, в состав военной ложи «Святого Иоанна Монморанси-Люксембургского», образованной в полку Эно. 24 июня 1771, когда герцог Шартрский стал великим мастером Великой ложи Франции, Люксембург был назначен его главным заместителем (Substitut général).
В ходе генеральной ассамблеи масонских лож Великой ложи Франции, проходившей с 5 марта по 26 июня 1773 года в Париже, на которой 80 депутатов представляли более 400 лож, Люксембург, представлявший ложу «Святого Иоанна Монморанси-Люксембургского», стал генеральным администратором (Великой ложи Франции переименованной в Великий восток Франции), то есть вторым лицом после великого мастера.
В 1764 унаследовал от кузена Шарля-Франсуа-Фредерика II де Монморанси-Люксембурга титул герцога де Пине-Люксембурга, а в 1785 наследовал своему деду как герцог де Шатийон.
Член собрания нотаблей в 1787 году. 27 марта 1789 был избран депутатом Генеральных штатов от дворянства сенешальства Пуату. 12 июня был назначен президентом палаты знати, 27-го от имени дворянского сословия представил заверения в преданности королю и патриотических чувствах к нации, но уже 30-го подал от имени депутатов Пуату на имя президента Ассамблеи заявление, в котором отказывался продолжать работу, пока его выборщики не предоставят официально дополнительные полномочия.
Через три недели необходимые полномочия были ему даны, но 20 августа Люксембург подал в отставку, и 28-го был заменен в качестве депутата Ирланом де Бозожем.
В 1791 эмигрировал, был заместителем командующего в армии принцев, командовал Наваррской бригадой, затем уехал в Португалию. Не воспользовался возможностью предоставленной в 1801 году первым консулом Бонапартом бывшим членам Конституанты вернуться на родину, и умер в эмиграции в Лиссабоне.

## Семья
Жена (9.04.1771): Мадлен-Сюзанна-Аделаида де Вуайе де Польми д’Аржансон (1752—1813), придворная дама королевы, дочь Антуана Рене де Вуайе д’Аржансона, маркиза де Польми, военного министра, и Сюзанны Фьо де Ламарш
Дети:
- Анн-Анри-Рене-Сижисмон де Монморанси-Люксембург (16.02.1772—19.10.1799), называемый «герцог де Шатийон». Жена (21.10.1793): Мари-Анна де Ланнуа (1774—1826), дочь Кретьена-Жозефа-Эрнеста-Грегори де Ланнуа, графа де Ла Моттери. Брак бездетный
- Бонна-Шарлотта-Рене-Аделаида де Монморанси-Люксембург (29.04.1773—6.09.1840). Муж (14.05.1788): герцог Анн-Адриен-Пьер де Монморанси-Лаваль (1768—1837)
- Шарль-Эмманюэль-Сижисмон де Монморанси-Люксембург (27.06.1774—5.03.1861), герцог де Пине-Люксембург и Шатийон. Жена (18.11.1847): Каролин де Луайот (ум. 1868). Брак бездетный
- Мари-Мадлен-Шарлотта-Генриетта-Эмили де Монморанси-Люксембург (13.04.1778—30.08.1833). Муж (7.10.1791): Мигел Каэтану Алвариш Перейра ди Мелу, 5-й герцог де Кадавал (1765—1808)